# Wojciech Rojowski

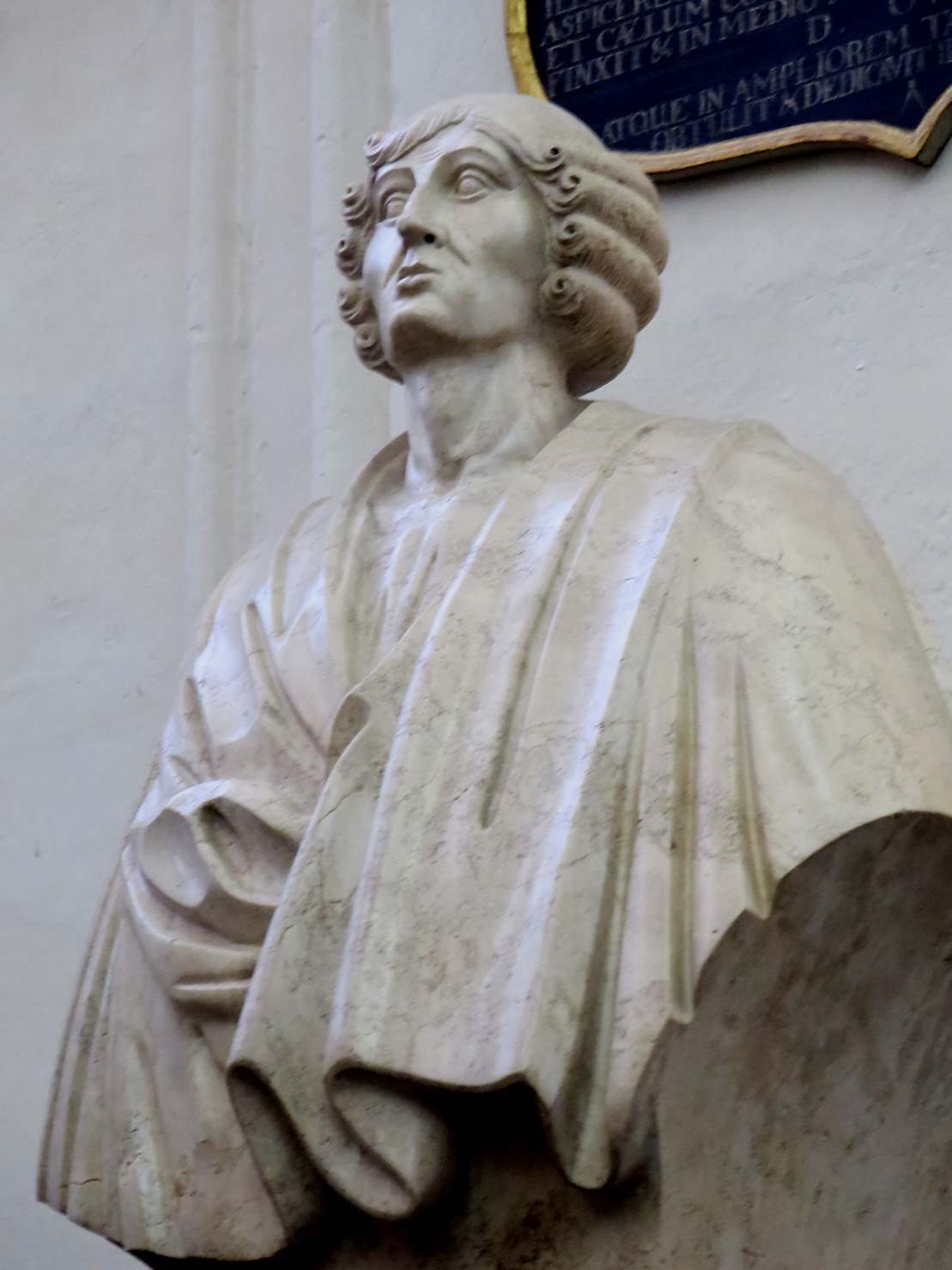
Büste des Nicolaus Copernicus (1766), ursprünglich Thorner Rathaus, heute Dom St. Johannes

Wojciech Rojowski  († nach 1778 in Krakau) war ein Krakauer Bildhauer und Schnitzer des Rokoko und Spätbarocks.

## Leben und Werk
Über seine Herkunft gibt es keine sicheren Dokumente. Er hatte seine Werkstatt wahrscheinlich in Krakau und führte Arbeiten vor allem für die Kirchen in Krakau aus. 1750 arbeitete er an der Paulinerbasilika, 1758–1766  an der Bernhardinerkirche, an der Karmelitenbasilika und an der Kamaldulenserkirche. Außerhalb von Krakau befinden sich seine Arbeiten im Paulinerkloster Jasna Góra, in der Grabkirche in Miechów und der Nikolauskirche in Sławków. Zudem gestaltete er die Grabkapelle des Bischofs Andrzej Stanisław Załuski an der Wawel-Kathedrale, 
Möglicherweise war er mit dem Stuckateur Jan Rojowski versandt.